# Xian de Jinghe
Pour les articles homonymes, voir Jinghe.
Cette page contient des caractères spéciaux ou non latins. S’ils s’affichent mal (▯, ?, etc.), consultez la page d’aide Unicode.
« Cing » redirige ici.  Pour le développeur de jeux vidéo, voir Cing (entreprise).
Le xian de Jinghe (chinois : 精河县 ; pinyin : jīnghé xiàn ; mongol : ? ; ouïghour : جىڭ ناھىيىسى / Cing Nahiyisi) est un district administratif de la région autonome du Xinjiang en Chine. Il est placé sous la juridiction de la préfecture autonome mongole de Börtala.

## Géographie
Le xian comprend le Lac Érben （艾比湖, àibǐ hú） comprenant une importante quantité de sels ayant différentes qualités. Il est classé comme réserve de zone humide protégée par le gouvernement depuis juin 2000 et est ajoutée à la liste des aires protégées de Chine en avril 2007.

## Démographie
La population du district était de 119 006 habitants en 1999.